# Awesome
Awesome  是运行于以及、等類Unix操作系统上的窗口管理器,是采用GPL協議的自由軟體。 不同於KWin和Metacity,awesome是一款Tiling window manager，直译就是“瓦片式窗口管理器”，意译为“平铺式窗口管理器”。所谓的平铺就是之所有的窗口都不会相互重叠，而是自动的被调整大小使得它们能够刚好占满整个屏幕。这和传统的桌面管理器的概念相差很大。

## 外部連結
- 官方网站
- awesome的配置（页面存档备份，存于）
- Man page
- 截圖（页面存档备份，存于）
- Linuxtoy對awesome的介紹（页面存档备份，存于）
- 一份繁體中文的awesome教程（页面存档备份，存于）
- Ubuntu中国论坛的awesome教程（页面存档备份，存于）